# Konstanty Dąbrowski

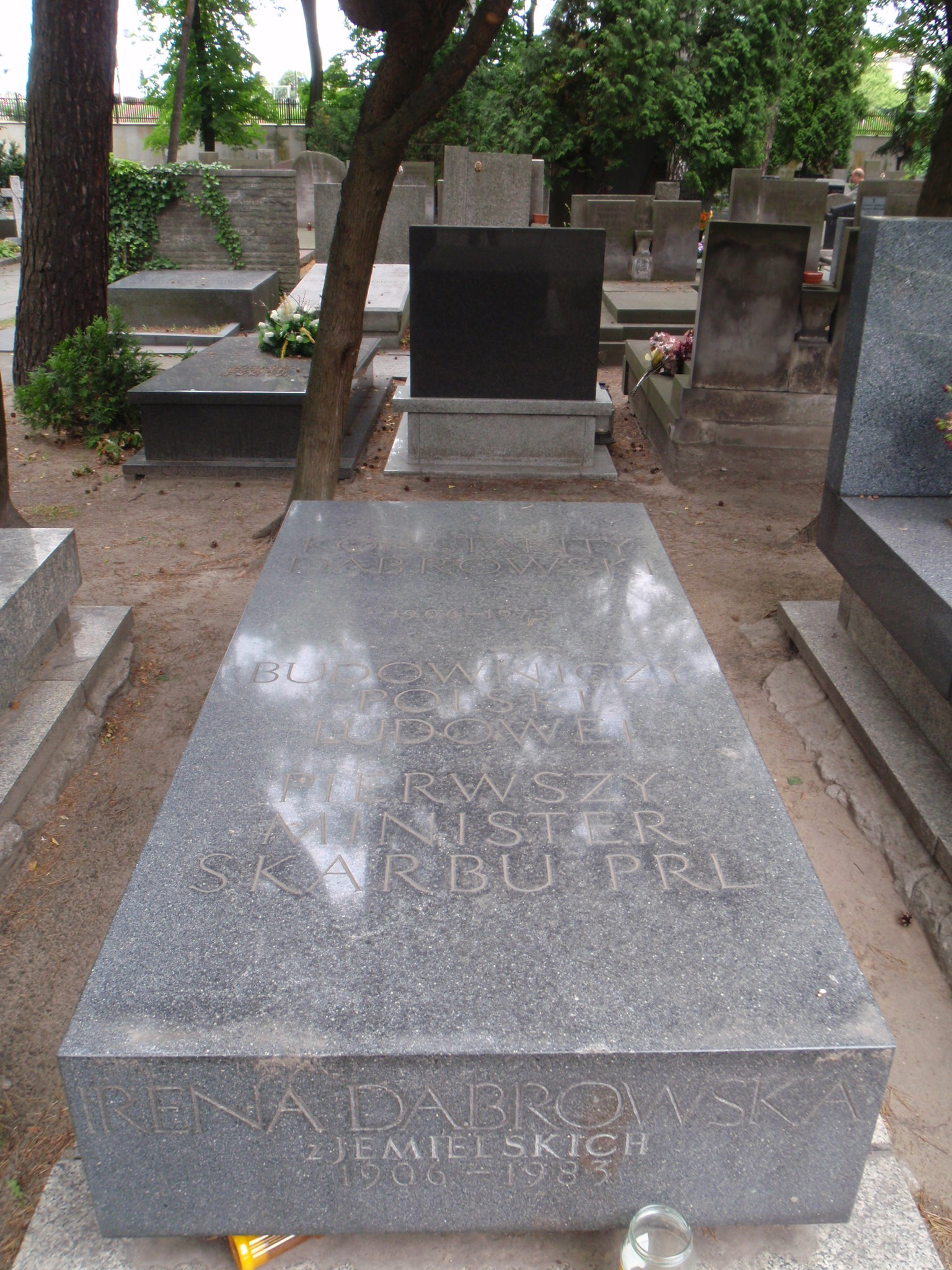
Grób Konstantego Dąbrowskiego i jego żony Ireny na cmentarzu Wojskowym na Powązkach w Warszawie

Konstanty Dąbrowski (ur. 16 marca 1906 w Czarnym Ostrowiu, zm. 14 sierpnia 1975 w Warszawie) – polski ekonomista i polityk. Minister skarbu (1944/1945–1950), minister finansów (1950–1952), minister handlu zagranicznego (1952–1956), następnie prezes Najwyższej Izby Kontroli (1957–1967). Poseł do Krajowej Rady Narodowej, na Sejm Ustawodawczy oraz na Sejm PRL I, III, IV i V kadencji, w latach 1969–1972 członek Rady Państwa. Budowniczy Polski Ludowej.

## Życiorys
Był synem robotnika rolnego Franciszka oraz Zofii. Ukończył studia w Szkole Głównej Handlowej w Warszawie. Od 1925 pracował w terenowej administracji skarbowej (Równe, Łuck, Kielce). Podczas okupacji działał w spółdzielczości rolniczej w Lublinie. Od 1944 pracownik Polskiego Komitetu Wyzwolenia Narodowego. W październiku 1944 wstąpił do Polskiej Partii Socjalistycznej, był m.in. członkiem Rady Naczelnej (1945–1948) i członkiem Centralnego Komitetu Wykonawczego (1948).
W 1944 przez krótkie, miesięczne okresy, zajmował stanowiska zastępcy kierownika Resortu Gospodarki Narodowej i Finansów PKWN (listopad) i zastępcy kierownika Resortu Skarbu PKWN (grudzień), od grudnia 1944 (do 1950) minister skarbu, następnie minister finansów (1950–1952) i minister handlu zagranicznego (1952–1956). Był już wówczas członkiem Polskiej Zjednoczonej Partii Robotniczej (od 1948). W partii zajmował stanowiska członka Komitetu Centralnego (1948–1968), następnie członka Centralnej Komisji Rewizyjnej PZPR (1968–1971, w latach 1969–1971 był jej wiceprzewodniczącym). 
W 1957 był podsekretarzem stanu (wiceministrem) w Ministerstwie Kontroli Państwowej, jednocześnie wskutek wakatu na stanowisku ministra był kierownikiem resortu (aż do jego zniesienia w grudniu 1957). W 1957 został powołany na stanowisko prezesa reaktywowanej po kilkunastu miesiącach Najwyższej Izby Kontroli. Był prezesem NIK do 1969 (zastąpił go Zenon Nowak).
W latach 1944–1956 i 1961–1972 poseł do Krajowej Rady Narodowej, na Sejm Ustawodawczy oraz na Sejm PRL I, III, IV i V kadencji. W latach 1969–1972 zasiadał w Radzie Państwa, a także był przewodniczącym Komisji Planu Gospodarczego, Budżetu i Finansów w Sejmie V kadencji.
Mieszkał w Warszawie. Był żonaty z Ireną z Jemielskich (1906–1983).
Został pochowany 18 sierpnia 1975 z honorami na cmentarzu Wojskowym na Powązkach w Warszawie (kwatera C 2-Tuje-11). W pogrzebie wziął udział ówczesny premier Piotr Jaroszewicz, który wygłosił przemówienie w imieniu Komitetu Centralnego PZPR, Rady Państwa i Rady Ministrów PRL.

## Ordery i odznaczenia
- Order Budowniczych Polski Ludowej (1964)[7]
- Order Sztandaru Pracy I klasy (dwukrotnie)
- Krzyż Komandorski z Gwiazdą Orderu Odrodzenia Polski (19 lipca 1946)[8]
- Order Krzyża Grunwaldu II klasy (3 stycznia 1945)[9]
- Krzyż Komandorski Orderu Odrodzenia Polski
- Medal za Warszawę 1939–1945 (17 stycznia 1946)[10][11]
- Odznaka 1000-lecia Państwa Polskiego (1966)[12]
- Złota odznaka Polskiego Towarzystwa Ekonomicznego (1965)[13]
- Odznaka honorowa „Zasłużony dla Warmii i Mazur” (1960)[14]
- Order Flagi Narodowej I stopnia (KRLD, 1954)[15]